# Hechtartige
Die Hechtartigen (Esociformes) sind eine Ordnung der Knochenfische (Osteichthyes), zu der der Europäische Hecht (Esox lucius), sechs weitere Arten der Hechte und drei weitere, gewöhnlich als Hundsfische bezeichnete kleinere Gattungen gehören.

## Verbreitung
Alle Hechtartigen leben in Süßgewässern auf der nördlichen Erdkugel, in Europa, Asien und Nordamerika, meist in gemäßigten und kalten Zonen. Sie sind mit Vorkommen in Nordsibirien, Nordkanada und Alaska auch in arktischen Regionen verbreitet. Nur mit Vorkommen in Südfrankreich, im nördlichen und mittleren Teil Italiens, auf der Balkanhalbinsel, mit Ausnahme von Griechenland, und in den an den Atlantik und dem Golf von Mexiko grenzenden südlichen Bundesstaaten der USA erreichen sie wärmere Regionen.

## Merkmale
Typisch für die hechtartigen Fische ist ein relativ walzenförmiger, langgestreckter Körper mit zentraler, großer Schwanzflosse. Die Rückenflosse ist etwa so groß wie die Afterflosse, beide liegen nah am Schwanz und ermöglichen den Hechtartigen schnelle Beschleunigungen. Eng damit verbunden ist die Lebensweise, denn es handelt sich um Lauerjäger, die sich von Einständen wie Wasserpflanzen, im Wasser liegenden Bäumen oder unterspülten Ufern aus auf ihre Beute stürzen. Sie fressen andere Fische, Amphibien sowie kleine Wasservögel und gelegentlich sogar schwimmende Säugetiere wie Ratten.

## Systematik
Die Esociformes werden gewöhnlich mit den Salmoniformes, den lachsartigen Fischen, und zwei weiteren Ordnungen in die Protacanthopterygii gestellt. Von diesen drei Ordnungen unterscheiden sie sich unter anderem durch das Fehlen einer Fettflosse. Es könnte jedoch sein, dass die Esociformes nicht die abgeleitete Schwestergruppe der Salmoniformes in den Protacanthopterygii, sondern die primitive in den Neoteleostei darstellen (Wiley & Johnson 2010).
Die Monophylie der Hechtartigen (Esociformes) ist unstrittig. Traditionell wurden sie in zwei Familien aufgeteilt, die Hechte (Esocidae), denen nur die Gattung Esox angehörte, und die Hundsfische (Umbridae), zu denen die drei anderen Gattungen gehörten. Phylogenetische Untersuchungen in letzter Zeit haben aber gezeigt, dass die Gattungen Dallia und Novumbra näher mit Esox als mit Umbra verwandt sind. Novumbra ist die Schwestergruppe von Esox, die beide zusammen die Schwestergruppe von Dallia sind. Alle drei Gattungen zusammen sind die Schwestergruppe von Umbra.
Heute gibt es vier Gattungen und 14 Arten, außerdem eine ausgestorbene Familie mit zwei Gattungen.
- Esocidae (Familie)
  - Hechte (Esox Linnaeus, 1758)

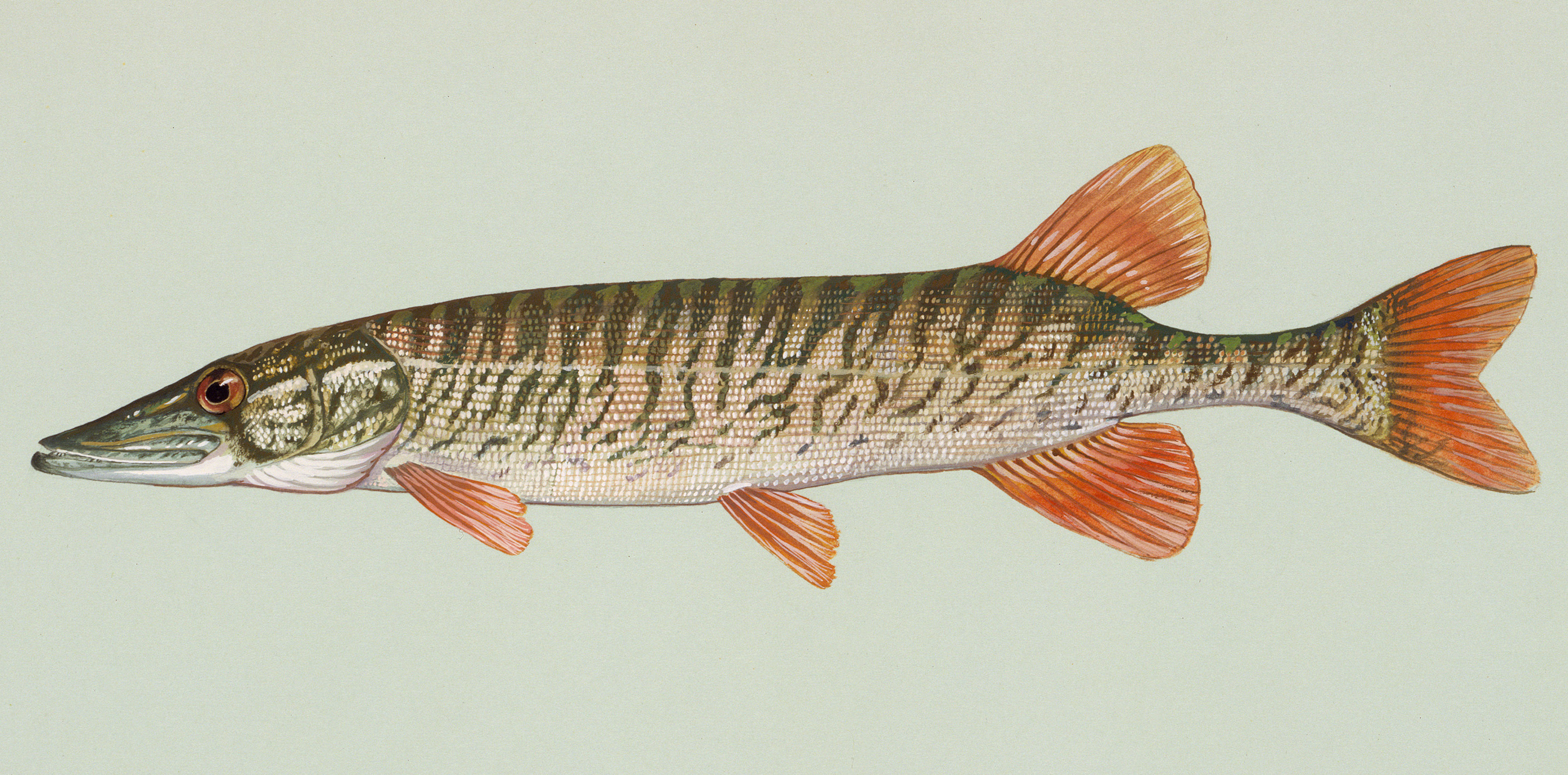
Amerikanischer Hecht
(Esox americanus)

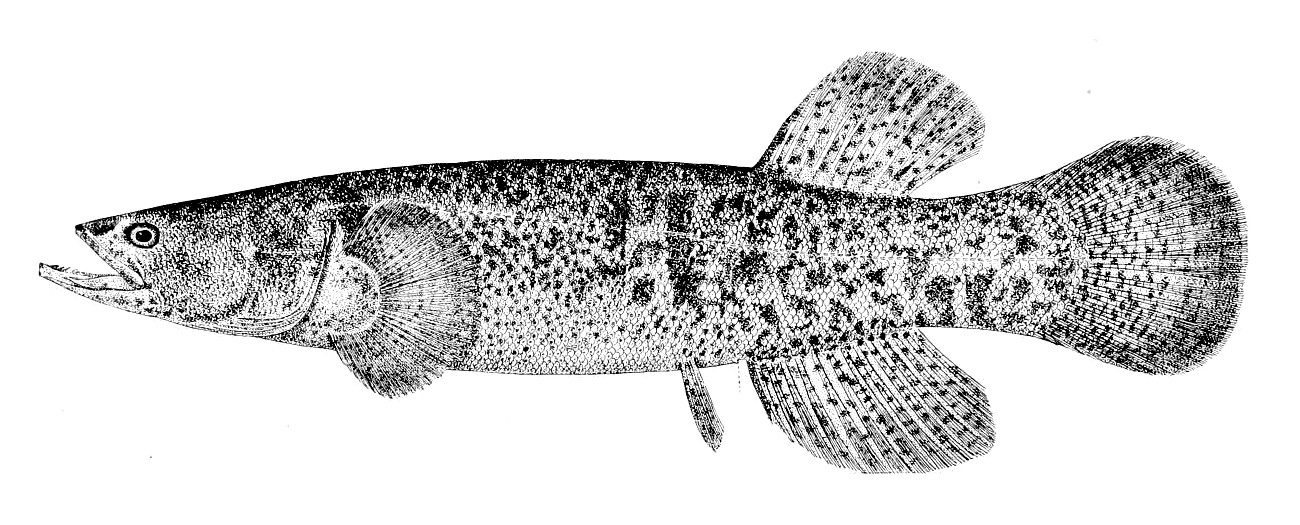
Dallia pectoralis

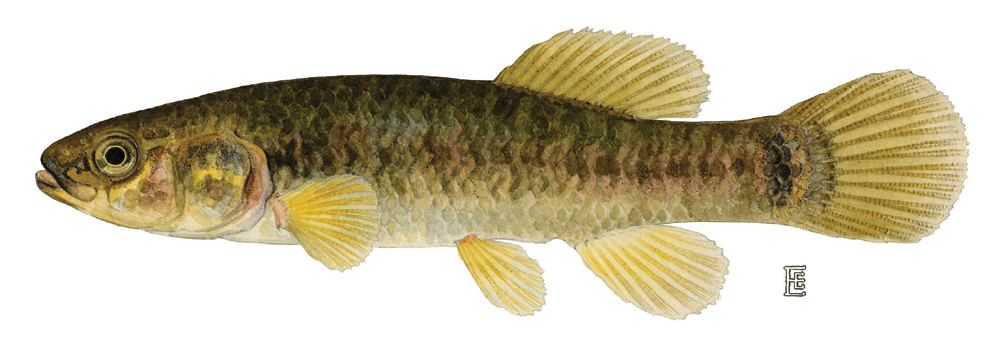
Amerikanischer Hundsfisch (Umbra limi)

    - Europäischer Hecht (Esox lucius)
    - Esox aquitanicus
    - Italienischer Hecht (Esox cisalpinus)
    - Amurhecht (Esox reicherti)
    - Muskellunge (Esox masquinongy)
    - Kettenhecht (Esox niger)
    - Amerikanischer Hecht (Esox americanus)

  - Novumbra
    - Olympic-Hundsfisch (Novumbra hubbsi)
    - Novumbra oregonensis †, Oligozän von Oregon.

  - Dallia Bean, 1879
    - Dallia pectoralis Bean, 1879
    - Dallia admirabilis
    - Dallia delicatissima
- Hundsfische (Umbridae) (Familie)
  - Umbra Walbaum, 1792
    - Ungarischer Hundsfisch (Umbra krameri) Walbaum, 1792
    - Amerikanischer Hundsfisch (Umbra limi) Kirtland, 1840
    - Kleiner Hundsfisch (Umbra pygmaea)

  - Proumbra †, Oligozän von Westsibirien.
- Palaeoesocidae †
  - Palaeoesox †, Eozän.
  - Boltyshia †, Paläozän und Eozän.